# Episteme shevaroyensis
Episteme shevaroyensis là một loài bướm đêm trong họ Noctuidae.